# 333018 Devin
333018 Devin este o planetă minoră (asteroid) din centura de asteroizi. A fost descoperită pe 14 septembrie 2007 la Mount Lemmon⁠(d) de Mount Lemmon Survey⁠(d). 
Obiectul prezintă o orbită caracterizată de o semiaxă mare de 2,4593717221287 UAi, o excentricitate de 0,20795635381075, o înclinație de 1,8277313676172 ° în raport cu ecliptica.